# John Witmer
John Witmer ist ein US-amerikanischer Biathlet.
John Witmer startet für den GMBC/Synergy Fitness aus Williston. Seinen bislang größten internationalen Erfolg erreichte er, als er in der Saison 2011/12 im Biathlon-NorAm-Cup in Lake Placid hinter Michael Gibson und vor André Bolduc in einem Sprintrennen den zweiten Platz und im darauf basierenden Verfolger hinter Gibson und Eric Seyse den dritten Rang belegte.